# Syrphophilus
Syrphophilus is een geslacht van insecten uit de orde vliesvleugeligen (Hymenoptera) en de familie Ichneumonidae.

## Soorten
- S. asperatus Dasch, 1964
- S. bizonarius (Gravenhorst, 1829)
- S. dilleriator Aubert, 1976
- S. ichneumonoides (Provancher, 1874)
- S. stibarus Momoi, 1973
- S. tricinctorius (Thunberg, 1822)
- S. tricinctus (Ashmead, 1902)